# Maria Horowitz
Maria (Miriam) Horowitz (ur. 1892 w Kołomyi, zm. 25 października 1942, tamże) – polska przedsiębiorczyni, założycielka wytwórni firanek, kap, siatek i makat, filantropka.

## Życiorys
Urodziła się w 1892 roku w Kołomyi, jako potomkini rodziny Horowitzów ze Stanisławowa. Była wnuczką szanowanego rabina Meszulama Horowitza ze Stanisławowa (obecnie Iwano-Frankiwsk).
Jej nazwisko pojawia się w sprawozdaniu rocznym Towarzystwa Studentów Pilnych Żydowskiego Domu Akademickiego we Lwowie za rok 1924 jako członkini zamieszkała w Kołomyi.
Z książki adresowej „Rocznik Polskiego Przemysłu i Handlu” z 1936 r. można się dowiedzieć, że w 1924 r. Maria Horowitz założyła w budynku na rogu ulic Franka i Teatralnej fabrykę firan i rolet, choć jej fabryka została wpisana do państwowego rejestru handlowego postanowieniem Sądu Okręgowego w Kołomyi dopiero 10 stycznia 1934 r. Według Wasyla Nahirnego sama właścicielka i jej rodzina mieli własną fabrykę i mieszkanie na 3 piętrze dwupiętrowego budynku. Początkowo jej przedsiębiorstwo było małą fabryką, ale z czasem przekształciło się w ogromne przedsiębiorstwo z oddziałami w miastach Europy. Jej fabryka wkrótce miała stać się sławna nie tylko w Kołomyi, ale i w Galicji, o czym świadczy reklama fabryki w lwowskim czasopiśmie „Wschód” z 1935 r., które relacjonowało życie polityczne i gospodarcze Małopolski Wschodniej. Według Wasyla Nahirnego, wyroby przedsiębiorstwa Marii Horowitz eksportowano do Europy (dywany) i Stany Zjednoczone. Według Myrosławy Koczerżuk, współpracowniczki naukowej Muzeum Historii Miasta Kołomyi, w fabryce zatrudnionych było około 700 pracowników. Co ciekawe, około 180 z nich pracowało w warsztatach fabrycznych, podczas gdy 500 wykonywało swoją pracę w domu. Kobiety haftowały na siatkach wytwarzanych w warsztatach. Były to zasłony o niebywałej urodzie, dzieła sztuki, ręcznie robione, eksportowane za granicę. Mimo to, według anglojęzycznych źródeł żydowskich, liczba pracowników fabryki sięgała 400 osób. Jak dowiadujemy się z informatora „Rocznika Polskiego Przemysłu i Handlu” z tegoż 1936 r., roczny kapitał przedsiębiorstwa wynosił 170 tys. zł, co było wówczas sumą ogromną. W fabryce przedsiębiorcy znajdowało się 30 maszyn specjalnych. Wśród nich były maszyny do szycia Singer, które wprowadzili Horowitzowie w 1925 r.
Współwłaścicielami jej fabryki byli Markus Horowitz (1895–1942) oraz Josef Horowitz.
Maria Horowitz była także postacią publiczną: w czerwcu 1928 roku weszła w skład Komitetu Wykonawczego Objazdowej Wystawy Przemysłowej w Kołomyi, o czym świadczy publikacja w kołomyjskim „Tygodniku Pokuckim Zjednoczenie” z dnia 24 czerwca 1928 roku. Przedsiębiorca angażował się także w działalność charytatywną: wielokrotnie przeznaczał środki finansowe na działalność Żydowskiej Kuchni Ludowej, a w kwietniu 1927 r. udzielił pomocy finansowej Towarzystwu Opieki nad Biednymi Dziećmi Żydowskimi. Maria Horowitz była także „zwolenniczką i sympatyczką” Towarzystwa Organu Robotników
Niewidomych, założonego w 1921 roku, o czym świadczy sprawozdanie z 15-letniej działalności tego stowarzyszenia. W kwietniu 1939 roku pewna filantropką przeznaczyła 1000 zł na tzw. „pożyczka przeciwlotnicza”.
11 sierpnia 1937 Felicjan Sławoj Składkowski odznaczył Marię Horowitz Srebrnym Krzyżem Zasługi za zasługi w dziedzinie działalności zawodowej.
W 1939 roku jej fabryka firanek została przejęta i znacjonalizowana przez władze radzieckie po agresji ZSRR na Polskę.
Podczas niemieckiej okupacji Ukrainy w 1941 roku w fabryce zasłon Horowitza naziści zbierali i sortowali futra i biżuterię skonfiskowane Żydom przez Judenrat kierowany przez brata Marii, Markusa Horowitza, które następnie wysyłano do Lwowa.
Maria Horowitz zginęła 25 października 1942 roku wraz ze swoim bratem Markusem, popełniając samobójstwo w siedzibie głównej Judenratu. Zostali pochowani na cmentarzu żydowskim w Kołomyi.

## Upamiętnienie
W maju 2020 roku autor projektu pierwszego na Ukrainie Muzeum „Niebiańskiej Sotni” w Iwano-Frankiwsku, autor największego na Ukrainie obrazu „Kronika Ukrainy”, artysta z Iwano-Frankiwska Roman Bonczuk stworzył na ścianie domu, w którym mieściła się jej fabryka, mural ku czci Marii Horowitz.
W 2024 roku została wpisana na listę kobiet, które wywarły wpływ na życie kulturalne i polityczne Kołomyi na początku XX wieku.